# Рейзиг, Карл Кристиан
Карл Кристиан Рейзиг (нем. Karl Christian Reisig; 17 ноября 1792, Вайсензе (Тюрингия) — 7 января 1829, Венеция) — германский филолог-классик, преподаватель, научный писатель.

## Биография
Родился в семье богатого врача. Начальное образование получил дома под руководством отца, затем учился в гимназии при монастыре в Рослебене. Осенью 1809 года поступил в Лейпцигский университет изучать древние языки под руководством Готфрида Германа, горячим сторонником идей которого он стал, и особенно заинтересовался древнегреческой литературой. В 1812 году из-за конфликта оставил Лейпциг и перешёл в Гёттингенский университет, где специализировался на изучении комедий Аристофана. В 1813 году, когда в германских государствах началась освободительная война против Наполеона, временно оставил учёбу и поступил добровольцем на службу в саксонскую армию; вскоре получил звание фельдфебеля, однако участие в боевых действиях принял впервые только в 1815 году.
В 1816 году опубликовал книгу «Coniectaneorum in Aristophanem liber I», научную работу об Аристофане; в августе 1817 года на её основе представил к защите в университете Йены габилитационную диссертацию и в январе 1818 года получил степень, после чего остался преподавать в этом университете. Вскоре получил звание экстраординарного профессора и пользовался большой популярностью у студентов, так как свободно владел латынью и древнегреческим, но из-за уменьшения числа обучающихся жил в большой бедности. В 1820 году на несколько лет перешёл преподавать в университет Галле. В 1824 году стал ординарным профессором, но не вошёл в руководство факультета, чем был уязвлён. В 1826 году отказался от профессуры в Киле и вошёл в число руководителей факультета. В 1828 году через Лейпциг и Мюнхен отправился в оплаченную правительством научную поездку в Италию: прибыв в Венецию, работал там в библиотеке св. Марка, но вскоре серьёзно заболел «нервной лихорадкой», от которой, несмотря на временное улучшение, скончался в начале 1829 года.
Его лекции об античности, по отзывам учеников, отличались «большой живостью и страстностью»; он часто проводил параллели между античным миром и современными ему событиями, в том числе часто подвергая критике Наполеона I и его родственников.
Главный труд Рейзига — изданные после его смерти Фр. Гаазе, его наиболее известным учеником, «Vorlesungen über lat. Sprachwissenschaft» (Лейпциг, 1839, переизданы в новой редакции в 1881 году). В этом труде он старался применить к объяснению явлений языка принципы Кантовой философии и впервые ввёл в грамматические дисциплины новое направление — семасиологию, или учение о значении слов. Из других работ его авторства статьи по толкованию Аристофановых «Облаков» (в I томе журнала «Rheinisches Museum»), a также критическое издание этой комедии (Лейпциг, 1820) и критическое издание «Эдипа в Колоне» Софокла. Многочисленные конъектуры к Софоклу были собраны им в «Commentationes criticae» (Лейпциг, 1822—1823).